# Ricardo Luiz Pozzi Rodrigues
Ricardo Luiz Pozzi Rodrigues, conegut com a Ricardinho, (23 de maig de 1976) és un exfutbolista brasiler.

## Selecció del Brasil
Va formar part de l'equip brasiler a la Copa del Món de 2002 i 2006.